# جادين آيفي
جادين آيفي (مواليد 13 فبراير 2002) هو لاعب كرة سلة أمريكي يلعب في مركز مدافع مسدد الهدف. حصل على كأس العالم تحت 19 عام مع متخب الولايات المتحدة.

## روابط خارجية
- جادين آيفي على موقع إن بي أي (الإنجليزية)
- جادين آيفي على موقع سبورتس رفرنس (الإنجليزية)
- جادين آيفي على موقع كرة السلة الأوروبية.كوم (الإنجليزية)
- جادين آيفي على موقع كلية كرة السلة في سبورتس رفرنس.كوم (الإنجليزية)
- جادين آيفي على موقع ريلجم (الإنجليزية)
- جادين آيفي على موقع بروبوليرز (الإنجليزية)